# سيرجي دياغيليف
سيرجي بافلوفيتش دياغيليف (الروسية: Серге́й Па́влович Дя́гилев) (31 [19 ق] مارس 1872 - 19 أغسطس 1929) هو ناقد فني ورائد مشروع باليه ومختص في فن الرقص، وهو مؤسس شركة باليه روس المتجولة للباليه. وتنقسم حياة دياغيليف إلى فترتين: في سانت بطرسبرغ (1898-1906) وأثناء هجرته (1906-1929).

## السيرة الذاتية
ولد دياغيليف في سيليشتشي في مقاطعة تشودوفسكي، والده هو الضابط المعروف بافيل دياغيليف، أما والدته فتوفيت بعد ولادته بوقت قصير بعد إصابتها بحمى النفاس. لاحقًا تزوج والده من إيلينا باناييفا سنة 1873، والتي أحبت سيرجي وربته كإبنها. وكان منزل الوالد دياغليف في بيرم مركزًا ثقافيًا محليًا، وكان دياغليف يستضيف أمسية موسيقية كل ثاني خميس من الشهر، وكان موديست موسورسكي أحد أكثر الضيوف تكرارًا.
ألف سيرجي دياجيليف أول رومانسية له في سن الخامسة عشرة. وعندما التحق بجامعة سانت بطرسبرغ الإمبراطورية، تلقى أيضًا دروسًا موسيقية خاصة مع نيكولاي ريمسكي كورساكوف. وبدلاً من الأربع سنوات المعتادة، استغرق تخرجه ست سنوات. وباعترافه، استخدم دياجيليف سنوات دراسته "للنظر حوله" والعثور على اهتماماته الحقيقية في الحياة. بعد سبعة أشهر من التخرج افتتح معرضه الأول.

### حياته في سانت بطرسبرغ
خلال سنوات دراسته في الجامعة، قدمه ابن عم دياغيليف ديمتري فيلوسوفوف إلى دائرة من الأصدقاء المحبين للفن الذين أطلقوا على أنفسهم اسم "نيفسكي بيكويكيانس"، وكان من بينهم ألكسندر بينوا، ووالتر نوفيل، وكونستانتين سوموف، وليون باكست. وعلى الرغم من عدم قبوله في المجموعة على الفور، فقد ساعد دياجليف من قبل بينوا في تطوير معرفته بالفن الروسي والغربي. وفي غضون عامين، استوعب هذا الهوس الجديد بنهم (حتى أنه سافر إلى الخارج لمواصلة دراسته) وأصبح يحظى بالاحترام باعتباره أحد أكثر أعضاء المجموعة تعلماً.
في أواخر تسعينيات القرن التاسع عشر، أنشأ دياجيليف العديد من المعارض الفنية التي كانت تهدف إلى تقديم الفنانين المعاصرين للجمهور المحلي، ولاحقًا شمل الأوروبيين. حقق معرض رسامي الألوان المائية البريطانيين والألمان في عام 1897 في الجمعية الإمبراطورية لتشجيع الفنون نجاحًا كبيرًا - وهو ما كرره دياجيليف في عام 1898 بمعرض الفنانين الروس والفنلنديين في أكاديمية شتيجليتز بأعمال فنانين مثل ميخائيل فروبيل وفالينتين سيروف وإسحاق ليفيتان. في نفس العام افتتح معرضًا للرسامين الروس الشباب في ألمانيا. على الرغم من أن خبير الفن الشاب لم يكن لديه ثروة خاصة، إلا أنه تمكن من الحصول على حماية ودعم نبلاء رفيعي المستوى مثل الدوق الأكبر فلاديمير ألكساندروفيتش وحتى نيكولاس الثاني لاحقًا.